# Le Fléau de l'ombre
 (mai 2016).
Le Fléau de l'ombre (titre original : Grip of the Shadow plague) est le troisième volume de la série de romans Fablehaven créée par Brandon Mull, publié en 2010.

## Résumé
L'histoire commence à Fablehaven, quand Seth, Newel et Doren vont sur le territoire des brins-de-lutins pour dénicher des trésors. Le peuple habituellement pacifique des brins-de-lutins est en guerre. Certains sont toujours gentils, tandis que d'autres se sont transformés en êtres maléfiques. Il en parle à son grand-père qui commence à enquêter sur leur transformation.D'autres créatures telles que les fées, les nymphes et même les brownies deviennent obscures. Le fléau se propage à une telle vitesse qu'ils doivent demander de l'aide à Vanessa pour éviter la chute de la réserve.
Pendant ce temps, kendra rejoint les rangs des chevaliers de l'aube et part en mission avec Warren, Dougan (le frère de Maddox ) et Gavin, un frère des dragons.Ils partent à la Mesa perdue où ils doivent récupérer un artéfact.